# 溴化锔
溴化锔是锔的溴化物，化学式CmBr3。由于所有锔的同位素都是人造的，溴化锔不存在于自然界。

## 制备
溴化锔可以由氯化锔和溴化铵在 400–450 °C 的氢气气氛下反应而成。
{\displaystyle {\ce {CmCl3 + 3 NH4Br -> CmBr3 + 3 NH4Cl}}}
它也可以由三氧化二锔和氢溴酸在 600 °C下反应而成。

## 性质
溴化锔是一种由 Cm3+和 Br−组成的离子化合物，外观为无色固体。它是正交晶系的，空间群 Cmcm (No. 63)，晶格参数 a = 405 pm、b = 1266 pm 和c = 912 pm。它的晶体结构和三溴化钚同构。

## 扩展阅读
- Gregg J. Lumetta, Major C. Thompson, Robert A. Penneman, P. Gary Eller: Curium （页面存档备份，存于）, in: Lester R. Morss, Norman M. Edelstein, Jean Fuger (Hrsg.): The Chemistry of the Actinide and Transactinide Elements, Springer, Dordrecht 2006; ISBN 1-4020-3555-1, S. 1397–1443 (doi:10.1007/1-4020-3598-5_9).